# Кефал (сын Гермеса)
Кефал (др.-греч. Κέφαλος) — персонаж древнегреческой мифологии.

## Сведения
Сын Гермеса и Герсы (либо Гермеса и Креусы). 
Иногда смешивается со своим тёзкой — сыном Деиона.
Кефал был настолько прекрасен, что богиня рассвета Эос влюбилась и похитила его. Сойдясь с ним в Сирии, она родила Тифона. 
По Гесиоду, Кефала похитила Гемера и родила Фаэтона. 
По другим авторам, Эос похитила сына Деиона.